# Н-37
Н-37 (Нудельман) — советская авиационная пушка калибра 37 мм, разработки ОКБ-16.

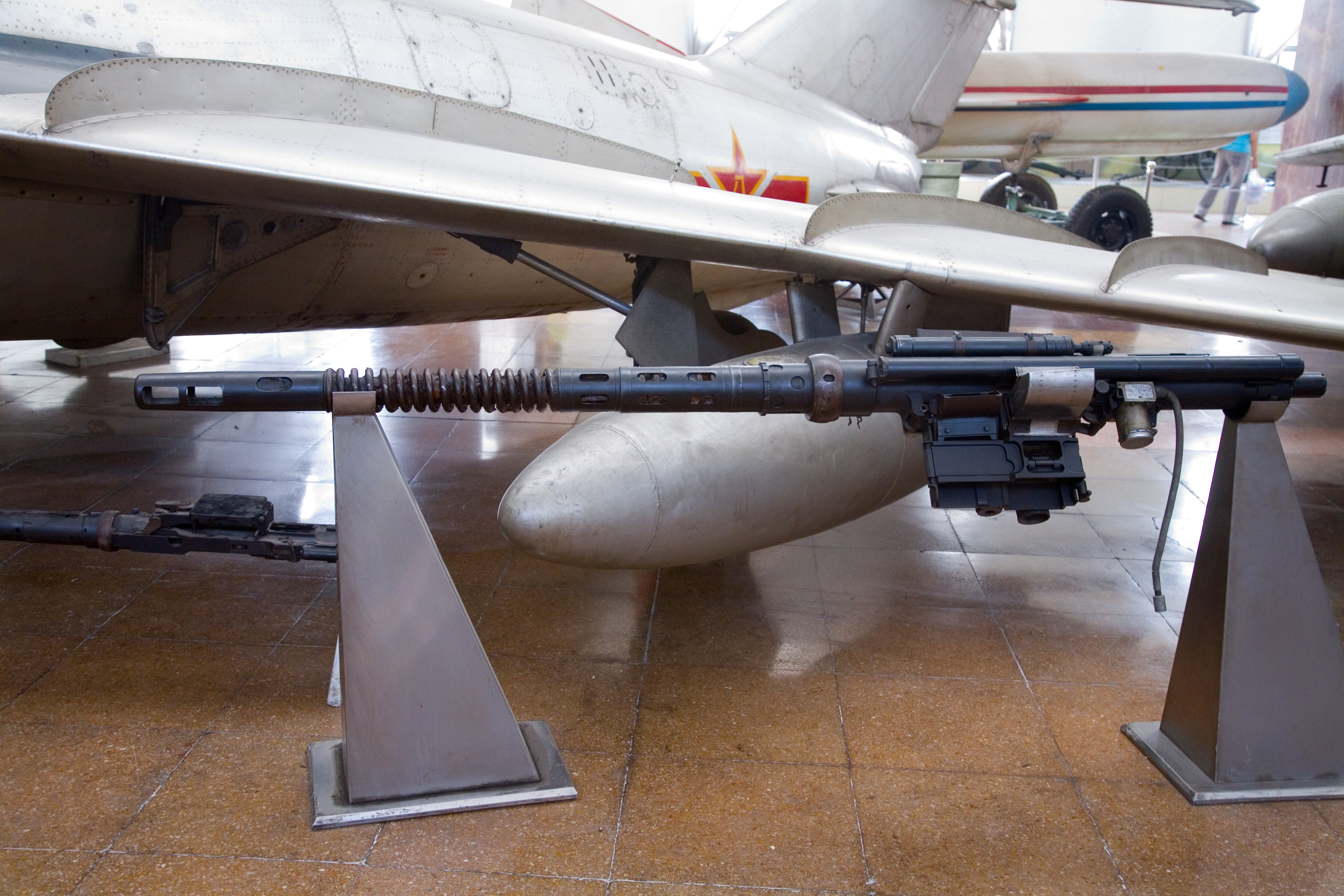
Н-37 в пекинском военном музее

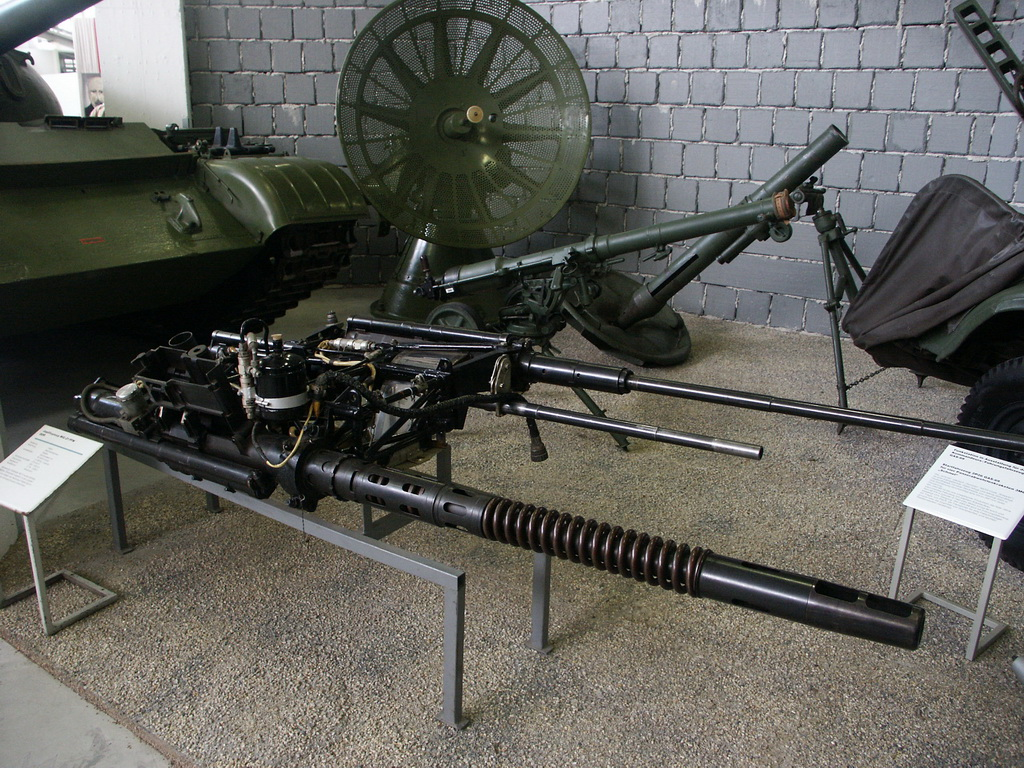
Н-37 (на переднем плане) в сравнении с НР-23 в дрезденском музее Бундесвера

## Разработка

### Серийное производство
После завершения наземных испытаний, не дожидаясь завершения лётных испытаний, по инициативе наркома Д. Ф. Устинова было решено начать серийное производство пушки Н-37 на заводе № 74. В 1947 году было выпущено 518 штук, в 1948 году — 508, в 1949 году — 1314, в 1950 году — 3043, в 1951 году — 3885, в 1952 году — 4433, в 1953 году — 4600, в 1954 году — 1700, в 1956 году — 285 пушек. В 1957 году начался выпуск пушки НН-37, производство пушек типа Н-37 было прекращено к 1960 году. Разработка снарядов и взрывателей к ним осуществлялось ГСКБ-398, производство было налажено там же, на опытном заводе № 398.
Авиационная пушка Н-37 также производилась в КНР по лицензии под обозначением Type 30.

### Варианты
- Н-37: Первый серийный вариант, одной пушкой Н-37 вооружался истребитель МиГ-9, Су-13.
- Н-37Д: С однокамерным дульным тормозом с двумя рядами окон, этим вариантом вооружались МиГ-15, МиГ-15бис и МиГ-17.
- Н-37Л: С более длинным стволом и без надульных устройств. Перехватчик Як-25 имел две пушки Н-37Л.
- НН-37: Пушка системы Нудельмана-Неменова, модернизированный вариант Н-37. Вооружение Як-27 состояло из двух таких пушек.

## Тактико-технические характеристики пушки Н-37Д
- Тип оружия: одноствольная автоматическая пушка
- Калибр: 37×155 мм
- Принцип действия: отдача ствола с коротким ходом
- Масса пушки (полная): 103 кг
- Темп стрельбы: 400 выстрелов/мин
- Габариты пушки
  - Длина: 2455 мм
  - Ширина: 227 мм
  - Высота: 354 мм
- Данные ствола
  - Общая длина: 1361 мм
  - Длина нарезной части: 1200 мм
  - число нарезов: 16
- Начальная скорость снаряда
  - ОЗТ: 690 ± 10 м/с
  - БЗТ: 675 ± 10 м/с